# Miladin Stevanović
Miladin Stevanović (serbisch-kyrillisch Миладин Стевановић; * 11. Februar 1996 in Bijeljina) ist ein bosnisch-serbischer Fußballspieler.

## Karriere

### Verein
Stevanović wechselte 2008 vom bosnischen Verein FK Radnik Bijeljina in die Nachwuchsabteilung des serbischen Traditionsklubs FK Partizan Belgrad und startete hier auch seine Profikarriere. Nachdem er für die Saison 2013/14 an FK Teleoptik ausgeliehen wurde, blieb er ab dem Sommer 2014 im Mannschaftskader, kam aber über die Rolle eines Ergänzungsspielers nicht hinaus. Während seiner Zeit bei Partizan wurde er mit dem Verein ein Mal Serbische Meister und ein Mal Pokalsieger. Im Sommer 2016 verpflichtete ihn der türkische Erstligist Kayserispor. Dort spielte er bis zum Oktober 2017 und war dann kurzzeitig vereinslos, ehe ihn im Januar 2018 der FK Čukarički unter Vertrag nahm.

### Nationalmannschaft
Obwohl Stevanović auf für die Bosnisch-herzegowinische Nationalmannschaften spielberechtigt gewesen war, begann er seine Nationalmannschaftskarriere 2012 bei der serbischen U-17-Nationalmannschaft. Anschließend er auch für einige nachfolgende Jugendnationalmannschaften Serbiens. Mit der serbischen U-20-Nationalmannschaft nahm er an der U-20-Weltmeisterschaft teil und wurde mit ihr U-20-Weltmeister. Von 2017 bis 2019 absolvierte er dann noch 10 Partien für die U-21-Auswahl.

## Erfolge

### Verein
Partizan Belgrad
- Serbischer Meister: 2015
- Serbischer Pokalsieger: 2016

### Nationalmannschaft
Serbien U20
- U-20-Weltmeister: 2015